# Liste der Biografien/Belc
Liste der Biografien |
Portal Biografien |
Personensuche
# |
A |
B |
C |
D |
E |
F |
G |
H |
I |
J |
K |
L |
M |
N |
O |
P |
Q |
R |
S |
T |
U |
V |
W |
X |
Y |
Z |
?
 
Ba |
Be |
Bd |
Bg |
Bh |
Bi |
Bj |
Bl |
Bm |
Bn |
Bo |
Br |
Bs |
Bu |
Bw |
By |
Bz
 
Bea–Beb |
Bec |
Bed |
Bee |
Bef |
Beg |
Beh |
Bei |
Bej |
Bek |
Bel |
Bem |
Ben |
Beo |
Bep |
Beq |
Ber |
Bes |
Bet |
Beu |
Bev |
Bew |
Bex |
Bey |
Bez
 
Bela |
Belb |
Belc |
Beld |
Bele |
Belf |
Belg |
Belh |
Beli |
Belj |
Belk |
Bell |
Belm |
Beln |
Belo |
Belp |
Belq |
Belr |
Bels |
Belt |
Belu |
Belv |
Belw |
Bely |
Belz
Die Liste der Biografien führt alle Personen auf, die in der deutschsprachigen Wikipedia einen Artikel haben. Dieses ist eine Teilliste mit 36 Einträgen von Personen, deren Namen mit den Buchstaben „Belc“ beginnt.

## Belc

### Belca
- Belcamino, Eleonora (* 1989), italienische Schauspielerin
- Belcastel, Pierre de (1648–1710), holländischer Generalleutnant

### Belch
- Belcharojew, Ruslan Kureischewitsch (* 1987), russischer Ringer
- Belchem, John (* 1948), britischer Historiker
- Belcher, Angela (* 1968), US-amerikanische Materialwissenschaftlerin, Bioingenieurin und Hochschullehrerin
- Belcher, Edward (1799–1877), britischer Marineoffizier und Polarforscher
- Belcher, Friederike (* 1982), deutsche Seglerin
- Belcher, Gary (1940–2018), US-amerikanischer Autorennfahrer
- Belcher, Hiram (1790–1857), US-amerikanischer Politiker
- Belcher, Iain (* 1998), kanadischer Schauspieler und Casting Director
- Belcher, Jem (1781–1811), englischer BoxerJem Belcher (1781–1811)

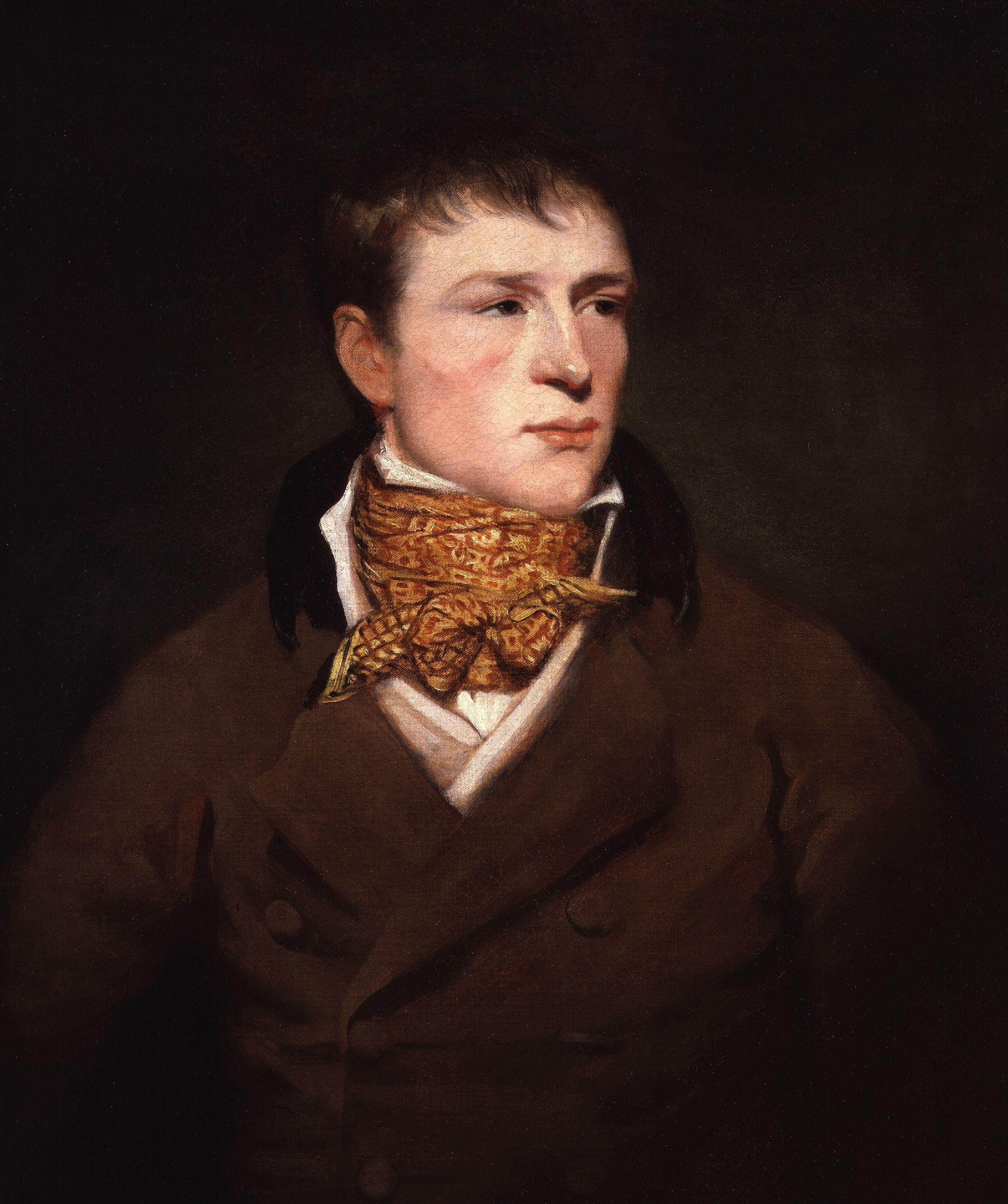
Jem Belcher (1781–1811)

- Belcher, Jim, US-amerikanischer Drehbuchautor und Filmschaffender
- Belcher, Jonathan (1682–1757), britischer Gouverneur von Massachusetts, New Hampshire und New Jersey
- Belcher, Jovan (1987–2012), US-amerikanischer Footballspieler
- Belcher, Mathew (* 1982), australischer Segler
- Belcher, McKinley III (* 1984), US-amerikanischer Schauspieler
- Belcher, Nathan (1813–1891), US-amerikanischer Politiker
- Belcher, Page (1899–1980), US-amerikanischer Politiker
- Belcher, Patricia (* 1954), US-amerikanische Schauspielerin
- Belcher, Stephen (* 1953), US-amerikanischer Akademiker und Autor zu afrikanischer Literatur
- Belcher, Taylor G. (1920–1990), US-amerikanischer Diplomat, Botschafter in Peru und Zypern
- Belcher, Walter (* 1969), US-amerikanischer Sänger und Theaterschauspieler
- Belchos, Jordan (* 1989), kanadischer Eisschnellläufer

### Belci
- Belci-Dal Farra, Elena (* 1964), italienische Eisschnellläuferin und Shorttrackerin
- Belčić, Andrej (* 2003), kroatischer Sprinter
- Belčić, Bruno (* 2000), kroatischer Leichtathlet
- Belčić, Matko (* 2006), kroatischer Leichtathlet
- Bělčík, Bruno (1924–1990), tschechoslowakischer Geiger

### Belck
- Belck, Hans-Boris (1929–2007), deutsch-brasilianischer Mathematiker und Physiker
- Belck, Waldemar (1862–1932), deutscher Chemiker und Archäologe
- Belcke, Friedrich August (1795–1874), deutscher Posaunist und Komponist

### Belcr
- Belcredi, Carl Michael (* 1939), österreichischer Journalist und Reporter
- Belcredi, Egbert (1816–1894), österreichischer Offizier und Abgeordneter
- Belcredi, Enrico Guastone (1907–2002), italienischer Diplomat
- Belcredi, Richard (1823–1902), österreichischer Jurist und Ministerpräsident

### Belcz
- Belczyk, Felix (* 1961), kanadischer Skirennläufer